# 卡爾卡爾河
40°09′32″N 47°32′06″E / 40.15889°N 47.53500°E

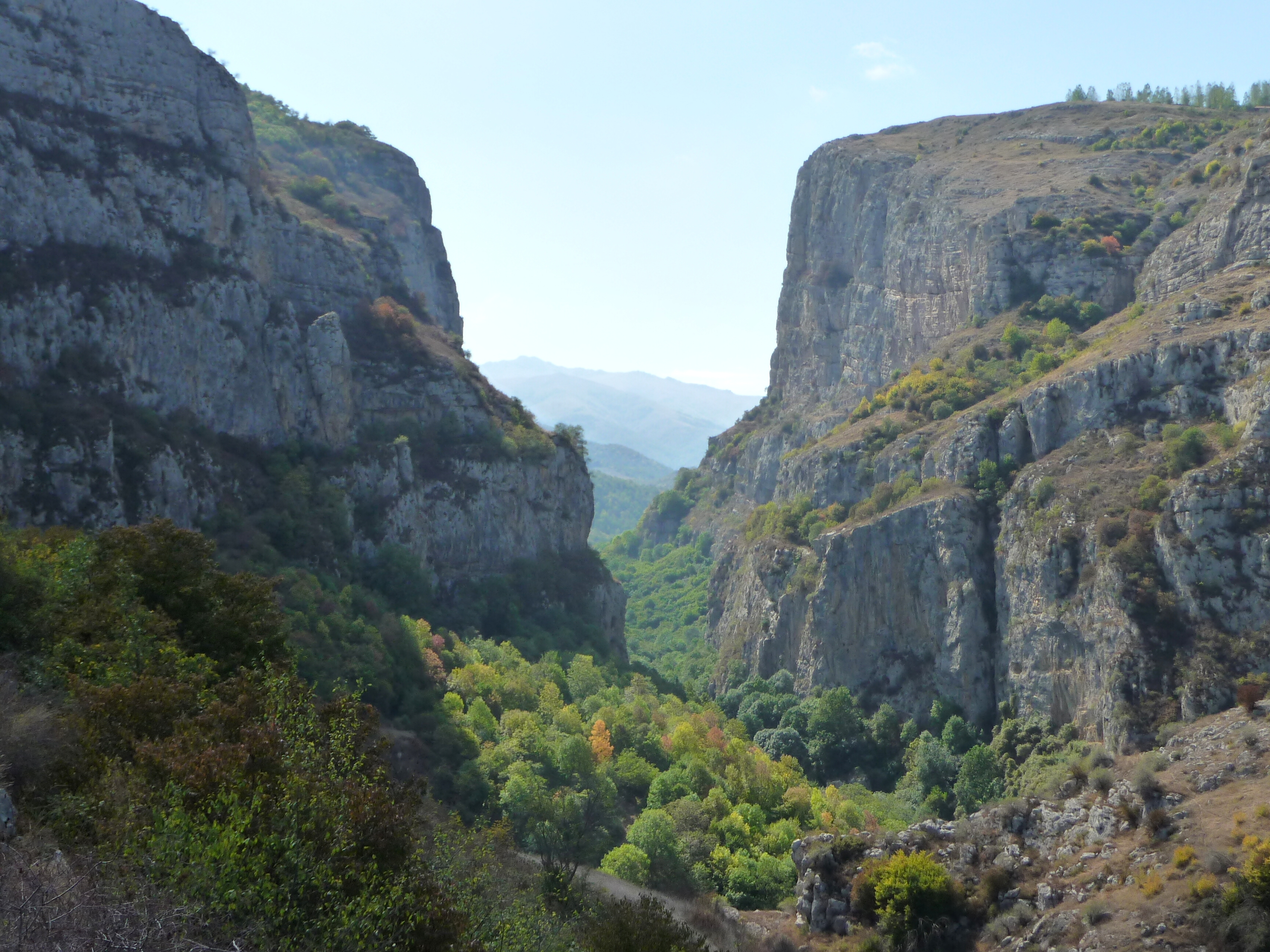
卡尔卡尔河的峡谷

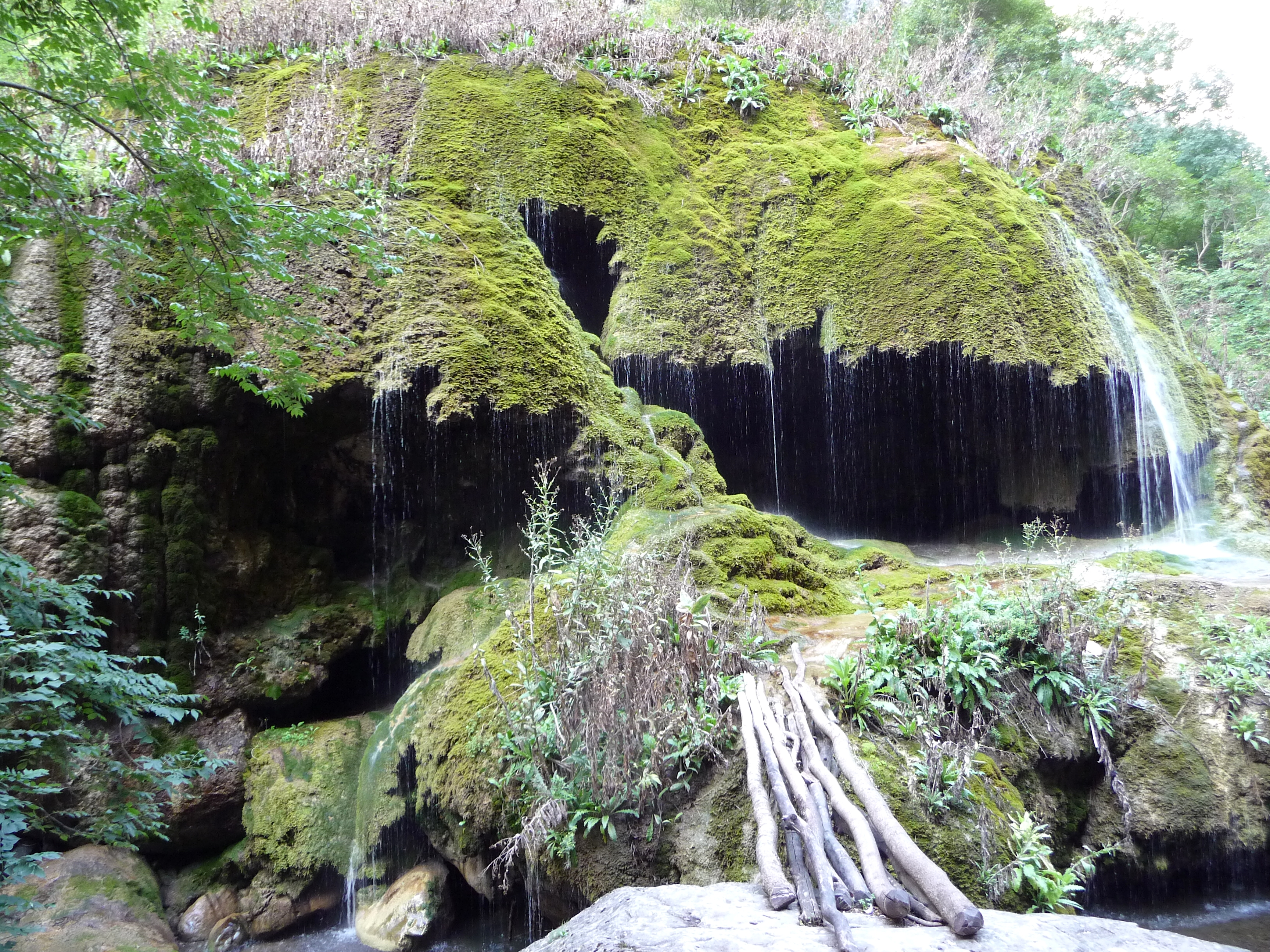
卡尔卡尔河

卡爾卡爾河是阿塞拜疆的河流，位於阿爾察赫，屬於庫拉河的右支流，河道全長115公里，流域面積1,490平方公里，发源于卡拉巴赫高原，由扎里斯利河和哈尔法利河汇合而成。河水主要來自融雪、雨水和地下水。

Askeran堡垒位于卡尔卡尔河畔。